# Euonthophagus
Euonthophagus là một chi bọ cánh cứng thuộc họ Scarabaeidae.